# رباط الكرد
رباط الكرد ويعرف أيضاً باسم رباط الأمير كرد المنصوري (حوش الشهابي حالياً) هو رباط من زمن العصر المملوكي. يقع على يسار الداخل إلى المسجد الأقصى من باب الحديد ويُنسب إلى واقفه الأمير المقر السيفي كرد. وهو بخلاف الرباط المنصوري الذي شيده السلطان المنصور سيف الدين قلاوون.

## تاريخه ووصفه
شُيد أسفل المدرسة الجوهرية، ومقابل المدرسة الأرغونية. وشيده الأمير المقر السيفي كرد، صاحب الديار المصرية، في سنة (693هـ/ 1294م) والذي كان أحد مماليك السلطان قلاوون (741-709هـ/ 1340-1309م) وتقلب في عدة مناصب ووظائف في الدولة المملوكية أبرزها نيابة طرابلس، قبل أن يقتل في معركة مع التتار سنة (699هـ/1300م).
يمكن الوصول إليه عبر مدخل صغير، يقوم على كل جانب من جانبيه مكسلتان حجريتان، ويؤدي إلى ممر ضيق، غُطي جزء منه وهو الجزء القريب من المدخل، ثم يتسع الممر قليلاً لغاية صحن يقود إلى مجموعة الخلاوي أو الغرف حولها.
استخدمته مجموعة من «الإصلاحيين اليهود» كمكان للصلاة في 2011 باسم كوتيل كاتان «المبكى الصغير»، ضمن مخطط استيطاني لاستكمال تهويد الحائط الغربي للمسجد الأقصى.

## معرض الصور

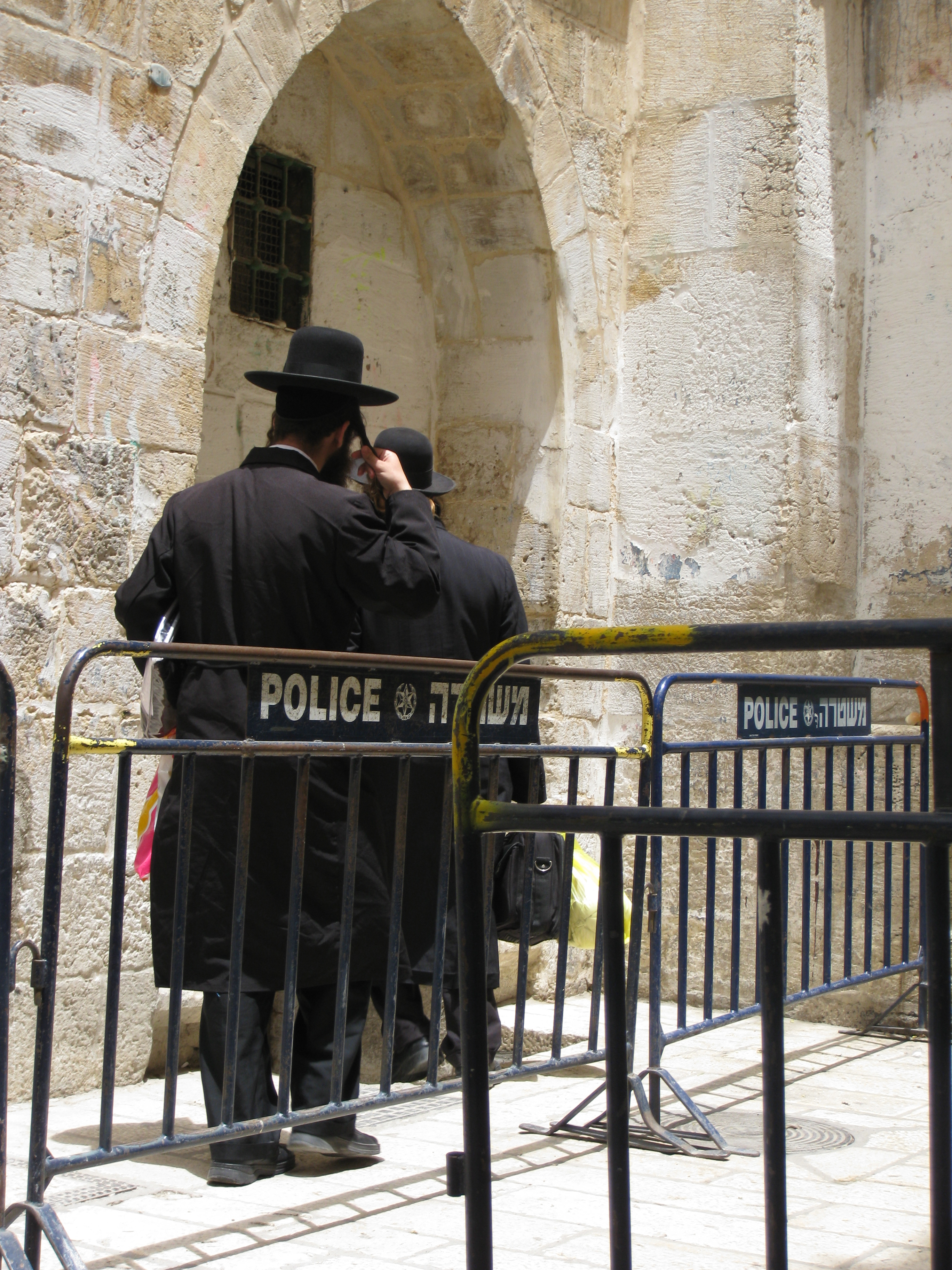
إصلاحيون يهود في طريقهم للصلاة داخل الرباط تحت حماية الشرطة الإسرائيلية
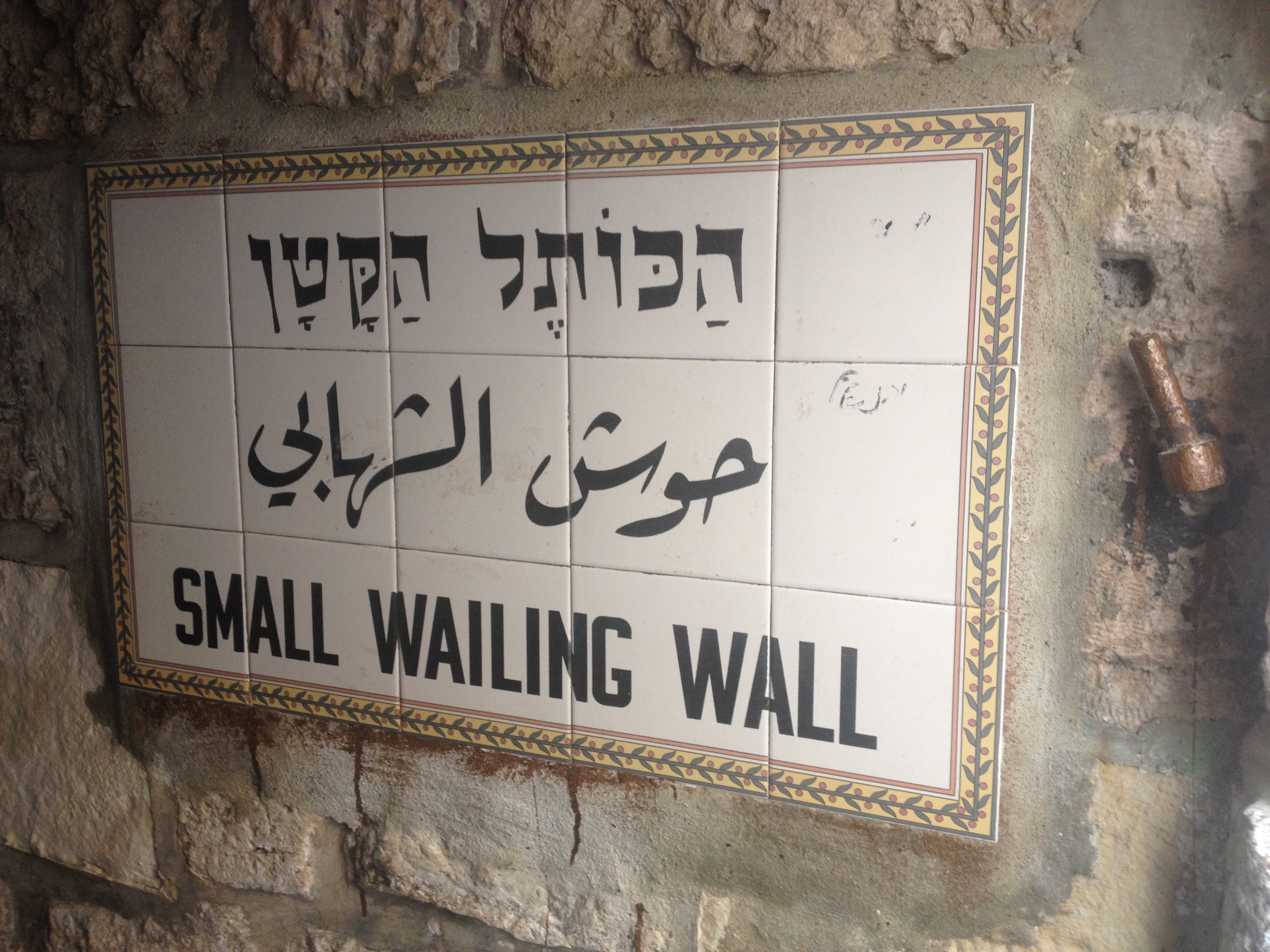
لافتة وضعتها بلدية الاحتلال بالقدس باسم حوش الشهابي ويقابلها بالعبرية والإنجليزية مُسمى «المبكى الصغير»